# Охотско море
Охотско море је део Тихог океана лежи између Камчатке на истоку, Курилских острва на југоистоку, острва Хокаидо на југу, острва Сахалин на западу и азијског континента на северу и западу. Са Јапанским морем је повезано преко Татарског и Лаперузовог мореуза. Зими пловидба по Охотском мору постаје тешка, или немогућа, због стварања леда. Због велике количине слатке воде, коју у море доноси Амур, салинитет се смањује што повећава тачку леђења мора. Осим Хокаида, који је Јапанско острво, Охотско море је окружено са свих страна руским територијама. Због тога се сматра да је под руским суверенитетом. Током Хладног рата совјетска пацифичка флота га је користила за своје подморнице са балистичким пројектилима, стратегија коју наставља Русија. На јапанском Охотско море се традиционално зове Хокаи што значи северно море. Међутим како се тај израз данас користи за европско Северно море, име му је промењено у Охотсуку-каи, што је превод руског имена. Значајне морске луке су Магадан, Русија - становништво: 95.000.

## Географија
Охотско море покрива површину од 1.583.000 km2 (611.000 sq mi), са средњом дубином од 859 m (2.818 ft) и максималном дубином од 3.372 m (11.063 ft). Оно је повезано са Јапанским морем са обе стране Сахалина: на западу кроз Сахалински и Тартарски залив; на југу кроз мореуз Ла Перуза.
Зими је пловидба Охотским морем отежавана ледом. Ледене плоче се формирају због велике количине слатке воде из реке Амур, снижавајући салинитет горњих нивоа, често подижући тачку смрзавања површине мора. Распрострањеност и дебљина леда зависи од многих фактора: локације, доба године, водених струја и температуре мора.
Хладан ваздух из Сибира формира морски лед у северозападном Охотском мору. Како се лед формира, он избацује со у дубље слојеве. Ова тешка вода тече на исток према Пацифику, носећи кисеоник и хранљиве материје, подржавајући богат живот у мору. Охотско море се на неким местима загрејало за чак 3 °C (5,4°F) од прединдустријских времена, три пута брже од глобалне средње вредности. Загревање инхибира стварање морског леда и такође помера рибље популације на север. Улов лососа на северној јапанској обали је опао за 70% у последњих 15 година, док се улов руског чума повећао четири пута.
Са изузетком Хокаида, једног од јапанских острва, море је са свих страна окружено територијом под управом Руске Федерације. Јужни Сахалин и Курилска острва су били под управом Јапана до 1945. Јапан полаже право на јужна Курилска острва и назива их Северним територијама.
- Галерија
- Залив Нагајево близу Магадана, Русија
- Национални парк Ширетоко на обали Охотског мора Хокаида, Јапан

### Опсег
Међународна хидрографска организација дефинише границе Охотског мора на следећи начин:
::На југозападу. Североисточне и северне границе на Јапанском мору [у мореузу Ла Пероусе (Соја Кајкио). Линија која спаја Сони Мисаки и Ниши Ноторо Мисаки (45°55' N). Од рта Туик (51°45' N) до рта Сушчева].
::На југоистоку. Линија која иде од Носјапу Саки (рт Ношап, 43°23'N) на острву Хокаидо (Језо) преко Курилских или Тисимских острва до рта Лопатка (јужна тачка Камчатке) тако да су све уске воде између Хокусију и Камчатке укључене у Охотско море.

## Историја

### Пре-модерна историја
Охотски народ и каснија култура Ајину, народ који се бави приобалним риболовом и ловаци-сакупљачи, налазили су се око земаља које окружују Охотско море, као и у северном Јапану.

### Европско истраживање и насељавање
Руски истраживачи Иван Москвитин и Василиј Појарков били су први Европљани који су посетили Охотско море (и, вероватно, острво Сахалин) током 1640-их. Холандски капетан Мартен Герицз Вриес у Брескенсу ушао је у Охотско море са југоистока 1643. године и уцртао делове обале Сахалина и Курилских острва, али није запазио да су Сахалин и Хокаидо острва. Током овог периода, море је понекад било познато као Камчатско море.

### Лов на китове
Гренландски китови су први пут ухваћени 1847. године, а доминирали су уловом између 1852. и касних 1860-их. Између 1850. и 1853. већина флоте је отишла у регион Беринговог мореуза да лови китове, али интензивна конкуренција, лоши услови на леду и опадајући улов приморали су флоту да се врати у Охотско море. Од 1854. до 1856. године мором је крстарило у просеку преко 160 пловила сваке године. Како је улов опао између 1858. и 1860. године, флота се вратила у регион Беринговог мореуза.

### Модерна историја
Јужни Сахалин је био под управом Јапана као префектура Карафуто од 1907. до 1949. Курилска острва су била јапанска од 1855. и 1875. до краја Другог светског рата 1945. Након тога, Совјетски Савез је повратио своју територију.
Током Хладног рата, Охотско море је било поприште неколико успешних операција Америчке морнарице (укључујући операцију Ајви Белс) за прислушкивање подводних комуникационих каблова Совјетске морнарице. Ове операције су документоване у књизи Блаф слепог човека: Неиспричана прича о америчкој подморничкој шпијунажи. Ово море (и околина) су такође били поприште совјетског напада на Лет 007 Кореан Ер Лајна 1983. Совјетска Пацифичка флота је користила ово море као подморнички бастион за балистичке ракете, што је стратегија коју Русија наставља.

## Истраживање нафте и гаса
На прагу Охотског мора, који се протеже дуж обале, идентификовано је 29 зона могуће акумулације нафте и гаса. Укупне резерве се процењују на 3,5 милијарди тона еквивалентног горива, укључујући 1,2 милијарде тона нафте и 1,5 милијарди кубних метара гаса.
Дана 18. децембра 2011, руска платформа за бушење нафте Колскаја се преврнула и потонула у олуји у Охотском мору, неких 124 km (77 mi) од острва Сахалин, где је одвучена са Камчатке. Наводно, њене пумпе су отказале, због чега се препунила водом и потонула. На платформи је било 67 људи, од којих су 14 спасили Магадан и тегљач Натфтогаз-55. Платформа је била под управом компаније која ради за руски енергетски гигант Гаспром.